# Крістофер Екклстон
Крістофер Екклстон (англ. Christopher Eccleston; нар. 16 лютого 1964, Солфорд, Англія) — англійський актор театру та кіно. Відомий своїми ролями у вископрофільних фільмах «Неглибока могила» і «28 днів потому», а 2005 року дев'ятою інкарнацією Доктора в телесеріалі «Доктор Хто» (наступним Доктором став Девід Теннант), де стала популярною його яскрава фраза «Фантастика!» (англ. Fantastic!).
Екклстон також зіграв роль людини-невидимки Клода Рейнса у фантастичному телесеріалі «Герої». Актор є вболівальником Манчестер Юнайтед.

## Фільмографія
- 1991 — Нехай отримає своє / Let Him Have It — Дерек Бентлі
- 1992 — Смерть і компас / Death and the Compass — Алонзо Зунз
- 1993 — ??? / Anchoress — священик
- 1993–1994 — Облава (телесеріал) / Cracker
- 1994 — Неглибока могила / Shallow Grave — Девід
- 1996 — Джуд / Jude — Джуд Фоулі
- 1996 — Гіллсборо — Тревор Гікс
- 1996 — Наші друзі з півночі / Our friends in the North — Домінік Гатчінсон
- 1998 — Єлизавета / Elizabeth — герцог Норфолкський
- 1998 — Ціна рубінів / A Price Above Rubies — Сендер Хорович
- 1999 — Серце / Heart — Гери Елліс
- 1999 — Екзистенція / eXistenZ — лідер семінара
- 1999 — З тобою чи без тебе / With of Without You — Вінсент Бойд
- 2000 — Викрасти за 60 секунд / Gone in Sixty Seconds — Реймонд Калітрі
- 2000 — Після роботи / Clocing off
- 2001 — Інші / The Others — Чарльз Стюарт
- 2001 — Невидимий цирк / The Invisible Circus — Вольф
- 2002 — Цілодобові тусівники / 24 Hour Party People — Боетіус
- 2002 — Я — Діна / I Am Dina — Лев Жуковський
- 2002 — Трагедія месника / Revengers Tragedy — Віндичі
- 2002 — 28 днів потому / 28 Days Later — майор Генрі Вест
- 2005 — Доктор Хто / Doctor Who — Дев'ятий Доктор
- 2007 — Герої / Heroes — Клод
- 2007 — Схід Темряви / The Seeker: The Dark Is Rising — Вершник
- 2009 — Джі Ай Джо: Атака Кобри / G.I. Joe: The Rise of Cobra — Лейрд Джеймс МакКаллен XXIV / Дестро
- 2009 — Амелія / Amelia — Фред Нунан
- 2010 — Леннон як він є / Lennon Naked — Джон Леннон
- 2013 — Тор 2: Царство темряви — Малекіт
- 2014–2017 — Залишені / The Leftovers — Метт Джеймісон
- 2015 — Легенда / Legend — Леонард «Злодюжка» Рід, детектив
- 2024 — Дівчина і море / Young Woman and the Sea — Джабез Вулф[en]